# Zebak (huyện)
Zebak là một huyện thuộc tỉnh Badakhshan, Afghanistan. Dân số thời điểm năm 1999 là 6,582 người.